# Lacipa gracilis
Lacipa gracilis is een vlinder uit de familie spinneruilen (Erebidae), onderfamilie donsvlinders (Lymantriinae). De wetenschappelijke naam van deze soort is voor het eerst geldig gepubliceerd in 1857 door Hopffer.
De soort komt voor in tropisch Afrika.